# Serie A2 1991-1992 (pallacanestro femminile)
Il campionato di Serie A2 di pallacanestro femminile 1991-1992 è stato il dodicesimo organizzato in Italia.

## Girone B
|  |     | Classifica finale 1991-1992 | Pt | G  | V  | P  | PtF  | PtS  |
|  | --- | --------------------------- | -- | -- | -- | -- | ---- | ---- |
|  | 1.  | Avellino                    | 50 | 26 | 25 | 1  | 1922 | 1396 |
|  | 2.  | Verga Palermo               | 38 | 26 | 19 | 7  | 1850 | 1589 |
|  | 3.  | Pescara                     | 36 | 26 | 18 | 8  | 1755 | 1648 |
|  | 4.  | Ostia                       | 34 | 26 | 17 | 9  | 1879 | 1567 |
|  | 5.  | Faleria                     | 32 | 25 | 16 | 10 | 1633 | 1501 |
|  | 6.  | Foggia                      | 32 | 26 | 16 | 10 | 1700 | 1577 |
|  | 7.  | Gragnano                    | 26 | 26 | 13 | 13 | 1722 | 1567 |
|  | 8.  | Rieti                       | 24 | 26 | 12 | 14 | 1894 | 1628 |
|  | 9.  | Anagni                      | 22 | 26 | 11 | 15 | 1592 | 1714 |
|  | 10. | Florens Catanzaro           | 22 | 26 | 11 | 15 | 1470 | 1622 |
|  | 11. | Cor Roma                    | 20 | 26 | 10 | 16 | 1423 | 1577 |
|  | 12. | San Raffaele Roma           | 18 | 26 | 9  | 17 | 1533 | 1714 |
|  | 13. | Pallacanestro Catanzaro     | 8  | 26 | 4  | 22 | 1410 | 1758 |
|  | 14. | Cagliari                    | 2  | 26 | 1  | 25 | 1420 | 1848 |

## Verdetti
- Promosse in Serie A:  Avellino e Pescara.
- Retrocesse in Serie B:  Roma, Catanzaro e Cagliari.